# 圣利厄莱拉沃尔
圣利厄莱拉沃尔（法語：Saint-Lieux-lès-Lavaur，法語發音：[sɛ̃ ljø lɛ lavoʁ]，意为“拉沃尔附近的圣利厄”）是法国奧克西塔尼大區塔恩省的一个市镇，属于卡斯特尔区。

## 地理
圣利厄莱拉沃尔（43°45'55"N, 1°45'35"E）面积9.54 平方千米，位于法国奧克西塔尼大區塔恩省，该省份为法国南部内陆省份，北起顺时针与阿韦龙省、埃罗省、奥德省、上加龙省和塔恩-加龙省接壤。
与圣利厄莱拉沃尔接壤的市镇（或旧市镇、城区）包括：库富勒、日鲁桑斯、吕冈、圣让德里沃、圣叙尔皮斯拉潘特。

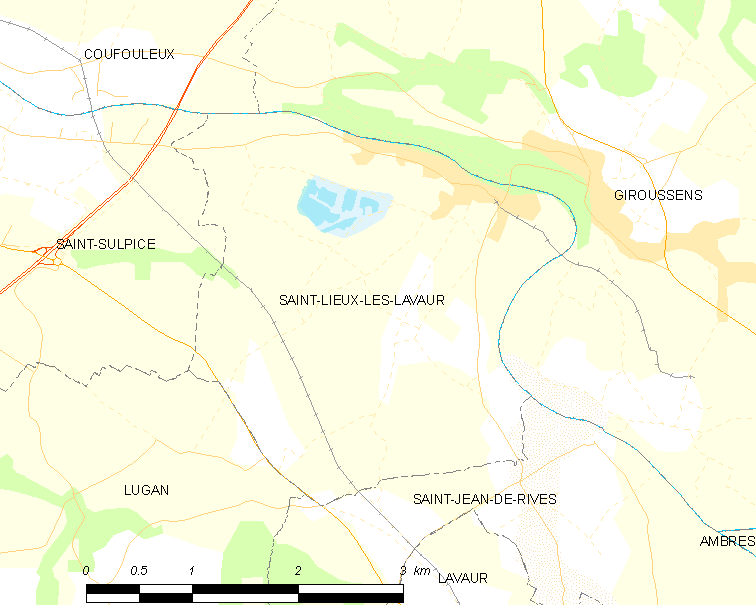
圣利厄莱拉沃尔的OSM定位图

圣利厄莱拉沃尔的时区为UTC+01:00、UTC+02:00（夏令时）。

## 行政
圣利厄莱拉沃尔的邮政编码为81500，INSEE市镇编码为81261。

## 政治
圣利厄莱拉沃尔所属的省级选区为塔恩之门县。

## 人口

1962-2008年间圣利厄莱拉沃尔人口变化图示

圣利厄莱拉沃尔于2022年1月1日时的人口数量为1232人。